# TVB
TVB(영어: Television Broadcasts Limited 텔레비전 방송 주식회사[*], 중국어: 電視廣播有限公司 전시유한공사[*])는 1967년 11월 19일에 설립된 홍콩의 민영 TV 방송회사이다. 사장은 쇼브라더스의 창립자 중 한 명인 시우얏푸(邵逸夫, 소일부, 런런쇼)이며 대한민국의 SBS와 제휴관계를 맺고 있다. 비취 채널, HD 비취 채널, J2채널, 영어 전용 방송국인 펄(Pearl) 채널 등이 존재하며 TVB의 케이블격인 극집 채널, 경전 채널, 아동 채널 등이 있다. 본사는 홍콩 동부 주룽(九龍), 장쥔아오(將軍澳)에 있다.
홍콩 영화 배우의 대부분이 TVB 제작 드라마를 통해서 경력을 쌓아갔으며, 한국에서 80~90년대에 수입한 홍콩 무협 시리즈의 상당수가 TVB의 작품으로 당시 외화 수입 회사였던 서진통상과 독점계약을 체결하여 비디오로 제작되었다. 그러나 2000년 후반에는 창작부의 지위가 낮아지면서 제작되는 드라마와 프로그램의 질이 많이 저조했다는 비판이 나오기도 한다.

## 역사

### 개국 초기
1965년 영국 홍콩 정부는 지상파 텔레비전 방송 면허를 발급하기 위해 6개 컨소시엄이 입찰에 참여하도록 하였다. 당시 입찰자는 하이산 산업 대주주인 리씨(利氏) 일가, 여인생(余仁生) 가문 구성원인 여경위(余經緯), 런런쇼 산하의 쇼브라더스, 기리문양행(현 태평양행) 등이 합작한 홍콩 텔레비전 그룹(香港電視集團)이었다.
1967년 11월 19일 TVB는 오션 터미널(海運大廈)에서 개국식을 거행하였다. 방송 초기 5년 동안은 흑백 TV 면허 방송만 제공했고 현지 프로그램 서비스도 매우 단순했다. 1967년 6월 10일 일본에서 첫 번째 컬러 TV 세트가 홍콩에 도착했다. 1969년, TVB는 컬러 텔레비전 시험방송을 실시했고, 1972년에 대부분의 컬러 제작과 방송이 시작되었으며, 1975년 말에 컬러 방송을 전면 완료하했다. 1976년부터 해외 시장으로 진출하여 프로그램 배포 및 영상 대여 사업을 진행하였다.
개국 초기에 현지에서 제작된 프로그램은 대부분 홍콩 뉴스 프로그램 중심이었으며, 이는 1970년대 전체 최고 시청률을 기록한 프로그램 중 하나가 되었다. 한편, 홍콩 정부는 TVB가 면허에서 서구권 프로그램을 방송하도록 요구하였고, 이 기간 동안 광동어로 더빙된 많은 외국 프로그램이 방송되었다. 1976년까지 TVB는 첫 번째 장편 드라마 《狂潮》의 촬영을 시작했고, 1980년 홍콩 정부는 수입 프로그램 규제를 해제하고, TVB의 현지 제작 프로그램이 크게 증가하여 많은 현지 창작 인재를 흡수하고 홍콩의 현지 방송문화를 구축했다.

### 칭서이완 사옥 시대
1988년에 TVB는 가우룽 가우룽통 궝보로(廣播道)에서 신계 칭서이완(清水灣)로 이전했으며, 본사는 칭서이완 TVB 시티로 명명되었다. 뉴스·공공사업부는 원래 자리에 있던 건물을 전면 점유했고, 1993년 4월 11일에야 TVB 시티에 새로 지어진 "TVB 빌딩(電視廣播大廈)"으로 이전했다.
1984년 1월 5일 "홍콩 TVB 유한회사(香港電視廣播有限公司, HK-TVB Limited)"는 상장 회사가 되었으며(당시 "電視廣播有限公司"는 자회사) 1985년에는 홍콩 항셍지수의 구성주가 되었다. 당시 TVB의 사업은 점차 다각화되어 텔레비전 이외의 사업을 영위하기 시작했다. 그러나 정부의 '방송국 지분 2차 통제' 시행 등 정부의 강화된 정책으로 인해 TVB는 타 기업의 자회사가 될 수 없게 되면서 회사 개편으로 이어졌다. 홍콩 텔레비전 그룹(香港電視集團)은 둘로 나뉘면서 텔레비전 사업을 주로 하는 TVB 유한회사가 "TVB"의 상장 지위를 대체하고, 기타 비방송 사업은 "텔레비전 기업(電視企業)"에 귀속된다.
1988년, 또 다른 방송국인 아시아 텔레비전(ATV)는 저우량수이를 초대하여 여러 개혁을 제안했으나, 3년후 ATV는 3억 홍콩 달러 이상의 손실로 실패하였다. 1990년대 중반 ATV는 "今日睇真D" 같은 정보 프로그램을 도입하는 등 개혁을 시도하여, 한때 TVB와 ATV 시청률을 "7:3
까지 끌어들였으나, 단기적인 영향만 미쳤다.

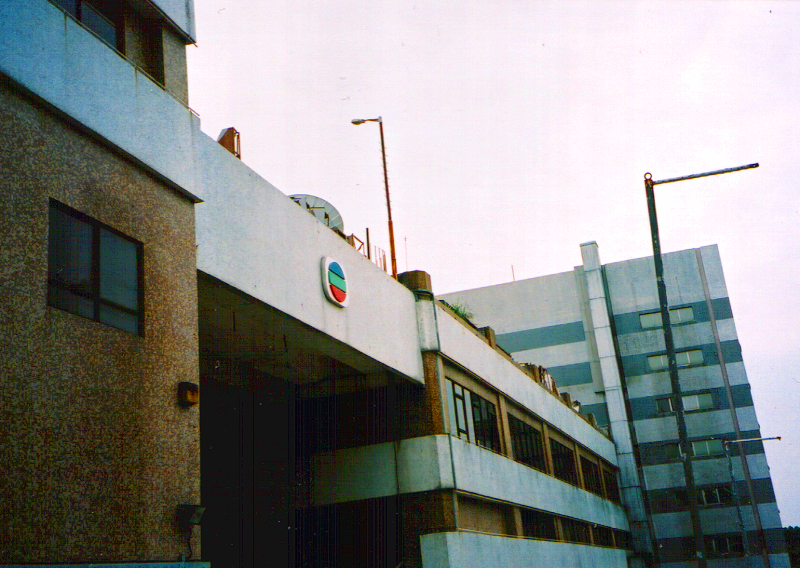
TVB 구사옥과 TVB 빌딩

### 정관오 사옥 이전

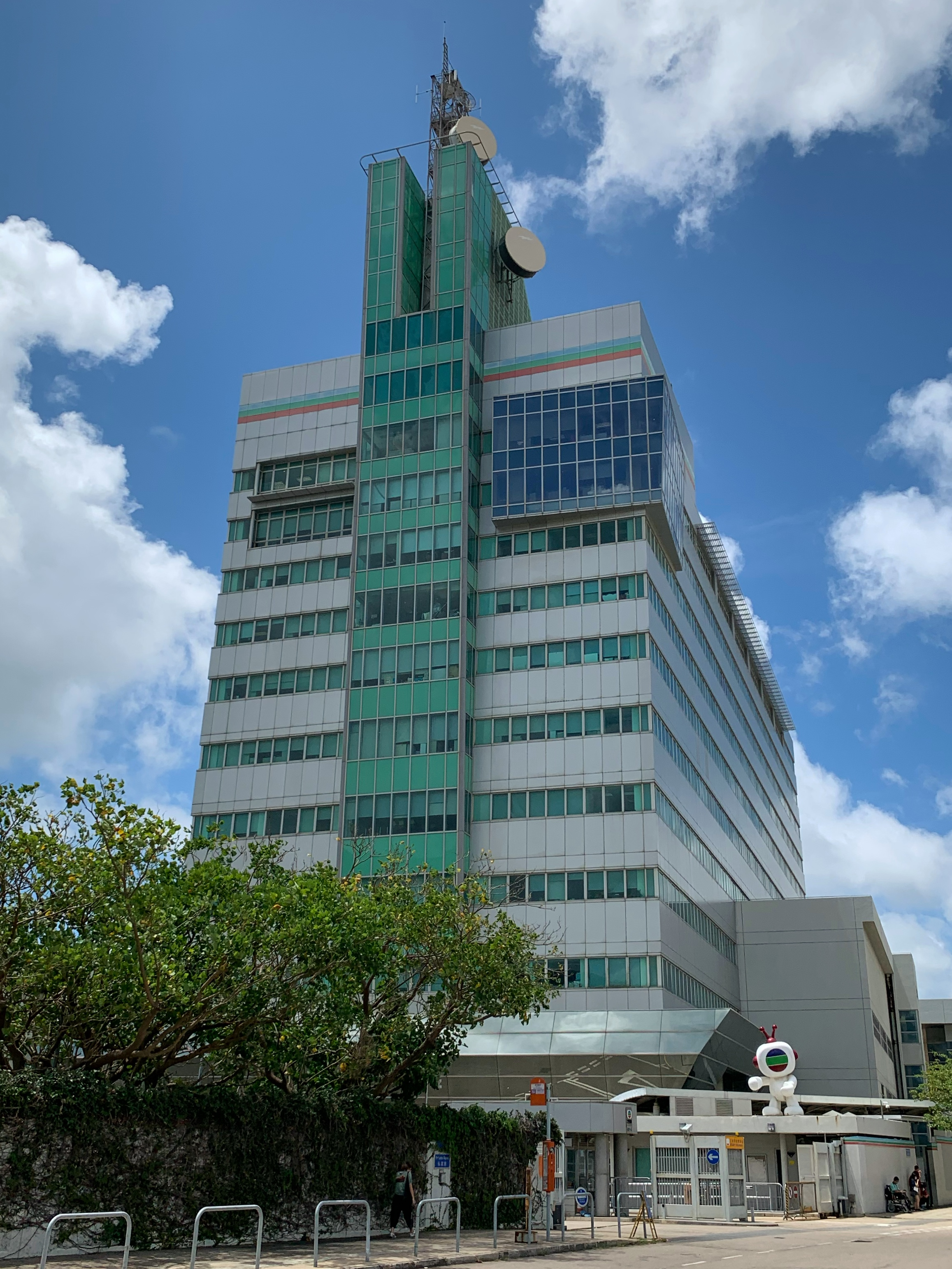
2003년 이전된 정관오 TVB 시티

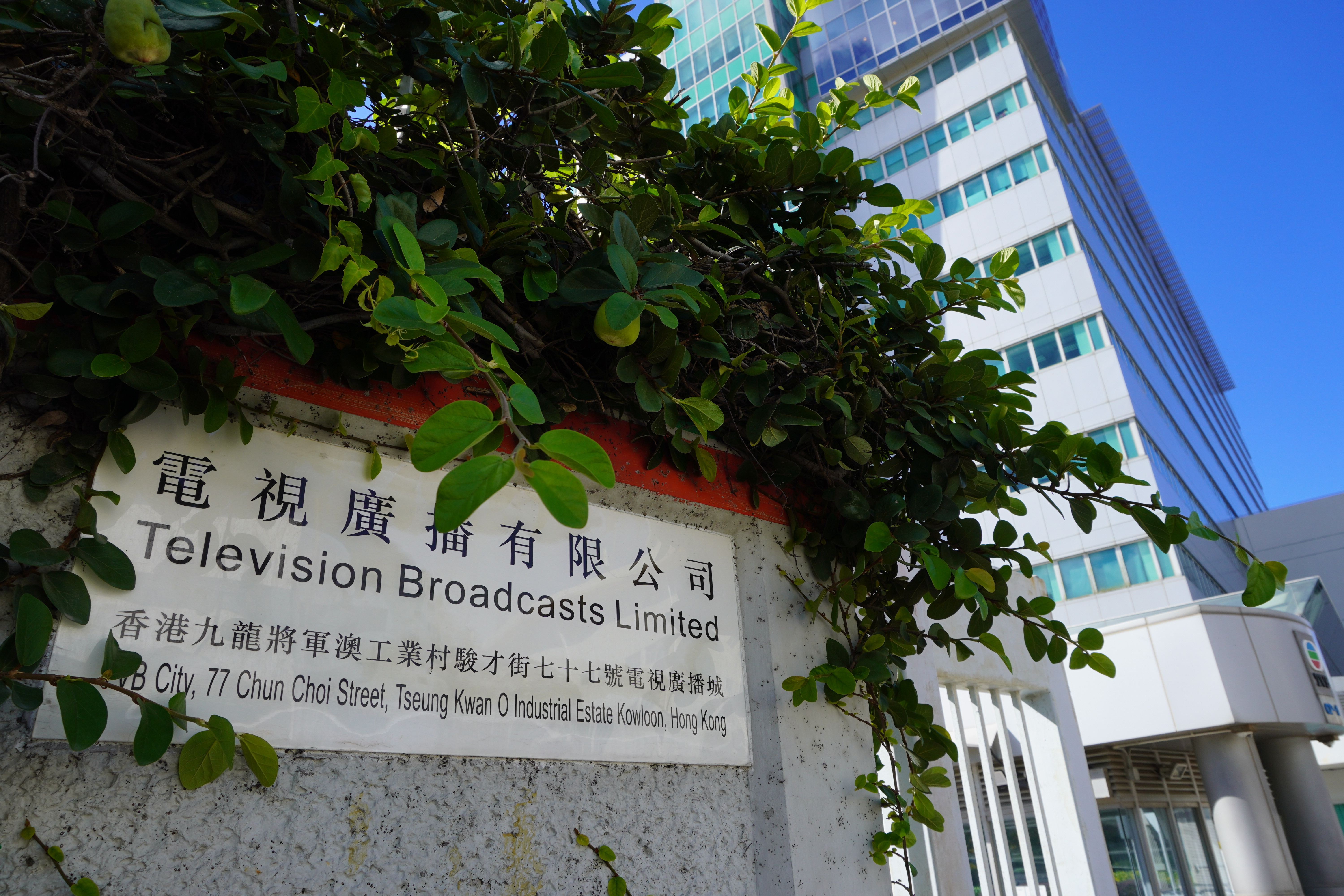
TVB의 주소명판

2003년에 TVB 본사는 신계의 칭서이완에서 정관오 다이첵사 정관오 창신원(將軍澳創新園)로 이전했으며 본사는 정관오 TVB 시티로 명명되었다.
2004년 TVB는 유료방송 사업에 어려움을 겪었고, 2007년 유료방송 지분을 줄이기로 했다. 2008년 디지털 TV가 시작된 이후, TVB는 뉴스 자원과 유료 TV 프로그램을 운영하기 위해 여러 개의 24시간 채널을 출범시켰다. TVB는 1995년 전체의 20%에 불과했던 해외사업 비중을 2006년에는 절반 가까이로 확대하면서 보다 국제화된 구조를 추구하기 시작했다. 한편 런런쇼는 조기 은퇴를 신청했고 TVB 매각까지 계획했다.

### 자본 변화

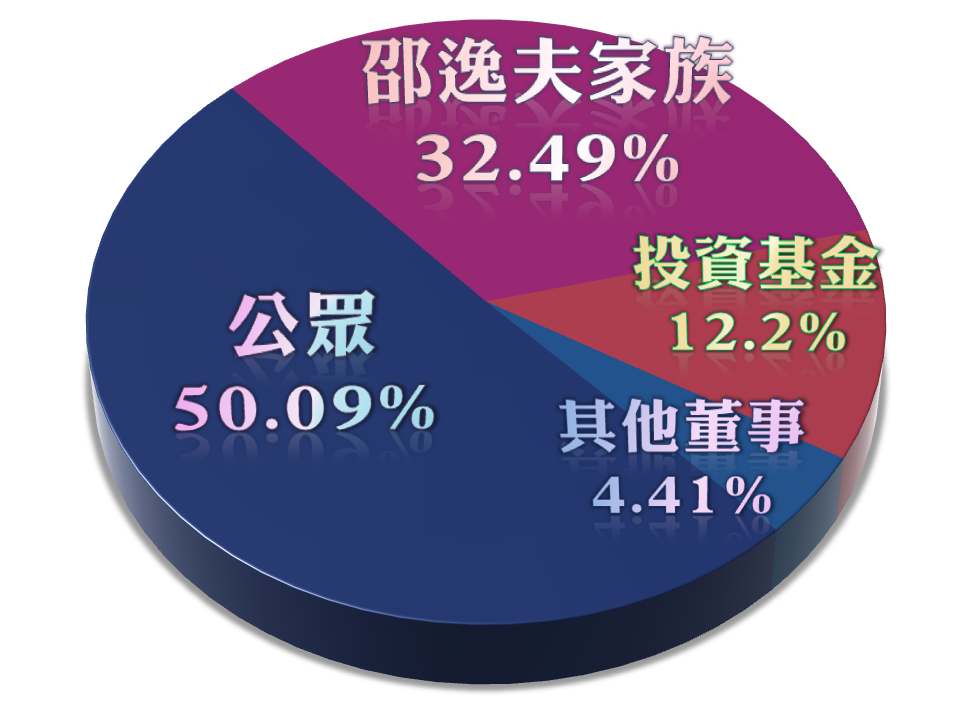
2001년 이전의 주식 보유

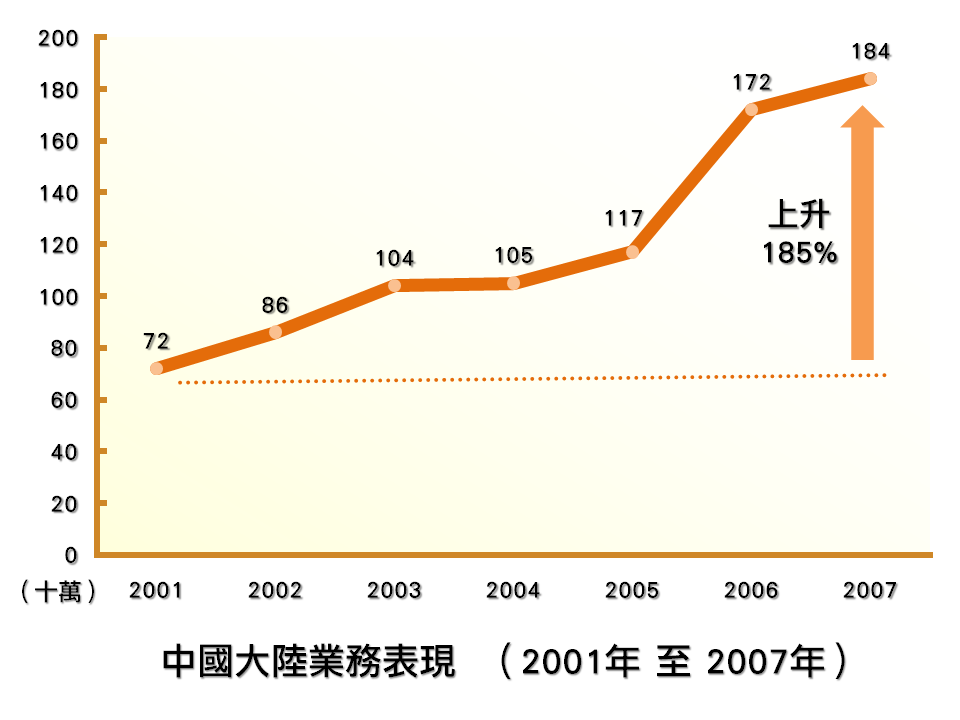
2001-2007 중국 본토의 주요 사업 개발

2011년 1월 26일, 텔레비전 방송 유한회사는 주식 변동이 발생하여 상인 천궈창, 상인 왕쉐훙 및 Providence Equity Partners로 구성된 Young Lion 컨소시엄이 샤오이푸 가문이 보유한 주식(1억1400만주당 0.05위안 "주식"으로 그룹이 발행한 자본의 약 26%를 차지)을 매입하여 3월에 거래가 완료될 예정이다.천궈창(陳國强)은 직간접적으로 30% 이하의 지분을 보유하고 있으며 현재 경영진은 그대로 유지하고 있다.
2011년 1월 26일, 천궈창 사업가, 왕쉐훙 사업가 및 Providence Equity Partners로 구성된 Young Lion 컨소시엄에서 TVB의 지분 변동이 있었으며, 런런쇼 가문이 보유하고 있는 지분(1억 1,400만 "주", 액면가 $0.05, 그룹 발행 주식 자본의 약 26%에 해당)을 매입하여 거래는 3월에 완료될 예정이다. 천궈창은 직간접적으로 30% 이하의 지분을 보유하고 있으며 경영진은 그대로 유지하였다.
2013년부터 2016년까지 TVB는 다수의 국제 스포츠 경기의 독점 중계권 입찰에 성공했다. 2013년 5월 TVB는 FIFA로부터 2014 브라질 월드컵의 유료 TV, 라디오, 인터넷, 모바일 독점 중계권을 획득했다고 발표했다.
2015년 1월 29일, TVB는 46억 9500만 타이완달러(약 11억 4900만 홍콩달러)에 대만 TVBS 채널, TVBS 뉴스 채널 및 TVBS 歡樂台를 주로 운영하는 TVBS 그룹의 지분 53%를 리마오, 더엔 및 롄신에게 매각한다고 발표했다. 3개 투자 회사는 각각 TVBS 지분 17%, 18%, 18%를 구매했으며, 거래가 같은 해 5월 6일 완료되면 TVBS 그룹의 지주 지분은 47%로 감소하며 TVBS 그룹은 더 이상 회사의 계열사가 아니다.
2015년 4월, 중국 공산당 당원이자 중국 공산당 상하이시 위원회 부비서장을 지냈고, '중국 머독'로 알려진 리루이강은 TVB의 주요 주주중 한 명이 되었다. 그러나 '방송 조례'에 따르면 리루이강은 광고 대행사의 이사이며 정부의 사전 승인을 받지 않는 한 방송사업자로 활동 할 수 없다. 2016년 8월 16일 홍콩 행정장관 회동 행정 회의(行會)에서 TVB의 신청을 승인해 리루이강, 천궈창, 쉬타오, 리바오안이 방송조례에 따른 '면허자격 미달자' 자격으로 TVB에 대한 통제를 계속 행사할 수 있도록 했다. 정부는 리의 대리인이 홍콩 시장에서 활동되지 않거나 홍콩 시장에서 영향력이 없어 승인했다고 해명했다.。
2016년 1월 4일, TVB는 TVBS 소속 TVBS 그룹의 나머지 47% 지분을 NT$43억4300만(약 10억1700만 홍콩달러)에 매각한다고 발표했다.
거래는 같은 해 3월 10일에 완료되었으며 그 이후로 TVB는 더 이상 TVBS 그룹의 주식을 보유하지 않다.
2016년 3월 23일, TVB는 2015년 연간 실적을 발표했으며 428만 홍콩달러의 영업 손실을 기록했다.

### 사업 축소
2018년 6월 29일 《사우스 차이나 모닝 포스트》는 소식통을 인용해 TVBI와 Broadcast Operation Department가 이틀 연속 100명가량 감원했다고 보도했다.
그해 7월 스포츠부 30명을 해고하고 5명만 남았으며, 역사적인 '스포츠 월드(體育世界)'가 7월 7일 종영하고, myTV SUPER스포츠도 8월 15일에 종료하였다. '홍콩 애니메이션 인포테인먼트(香港動畫資訊網)' 페이스북 페이지에는 현재 약 70여명의 성우팀이 이미 4명으로 감원했으며 대규모 인원 감축도 있을 것이라고 밝혔다.
12월 16일 리보안(李寶安) 회장은 회사 전체 인력의 약 10%에 해당하는 약 350명의 직원을 해고할 것이라는 내부 공지를 발표했다. 12월 20일, 50명 이상의 막후 스태프가 해고되었다.
3월 4일 홍콩 통신사무관리국은 현지 무료 TV에 RTHK 방송을 의무화하는 지침를 철회한다고 발표했다. 통신국은 지난 1월 지상파 방송으로부터 RTHK 프로그램 방송 면제 요청을 받고, 의견을 검토한 결과 상업 방송 기관에 RTHK 프로그램을 계속 방송하도록 요구할 충분한 이유가 없다고 판단했다고 밝혔다.

### 시민 보이콧
중국공산당원이자 중국공산당 상하이시위원회 부비서장을 지냈고, '중국의 머독'로 불리는 리루이강은 TVB의 대주주가 되어 이사회에 진출하고, 친중파 인사를 뉴스부에 고용하는 등 뉴스 보도의 정치적 입지가 오랫동안 친공적이 되어, 민중의 비판의 목소리가 갈수록 커지고, 시청률은 하락하기 시작했다.
2019년 홍콩 시위 기간 중 TVB가 정부 스캔들을 은폐하고 보고하지 않는다는 의혹을 받았고, 고위층에서는 보도부에게 경찰에 불리한 부분을 삭제해 줄 것을 여러 차례 요구하였으며, 보도 내용은 여러 차례 사실과 오도된 것이라는 비난을 받았으며, 시민들의 강한 불만을 야기하고, 'TVB 보이콧 운동'을 조직 및 발기하였다. 단기간에 10만 명이 넘는 사람들이 모여 TVB 보이콧을 지지했다.
이후 광고주들이 TVB 광고를 속속 철회하고 식당과 상인들은 TVB 방송을 중단했고, RTHK TV, 홍콩 오픈 텔레비전, ViuTV로 채널을 돌렸다.

## 텔레비전 방송

### 아날로그 텔레비전
1965년 홍콩 정부는 영국에서 홍콩 TV 그룹(즉, TVB)이 무료 지상파 방송 면허를 획득했다고 발표했다. 1967년 9월 1일 오션 터미널에서 한 달간 지상파 TV의 시험방송을 시작했다. 1967년 11월 19일, 지상파 TV가 정식으로 개국하였고, 다음날 첫방송된 《환악금소(歡樂今宵)》는 이후 전 세계 최장수 텔레비전 예능 프로그램이 되었다. 1972년 모든 지상파 TV 프로그램을 컬러로 제작해 방영했다. 1991년 7월 지상파 최초로 NICAM 시스템을 도입해 스테레오 및 다중음성 무료방송을 제공하였다.
지금까지 지상파 TV는 5개의 무료 채널인 TVB Jade(81), J2(82), TVB 뉴스 채널(83), TVB Pearl명주(84), TVB 경제 ·정보채널(85)이 있다. 뉴스·드라마·예능 프로그램 등 연간 약 1만 6,000시간 방송된다. 2007년 방송사무관리국 보고서에 따르면 홍콩인 10명 중 8명 이상이 TVB Jade를 시청하는 것으로 나타났다.
2020년 11월 30일 오후 23시 59분 59초에 아날로그 방송을 종료하고 다음날 12월 1일 0시에 전면 디지털 방송 체계에 들어갔다.

### 디지털 텔레비전

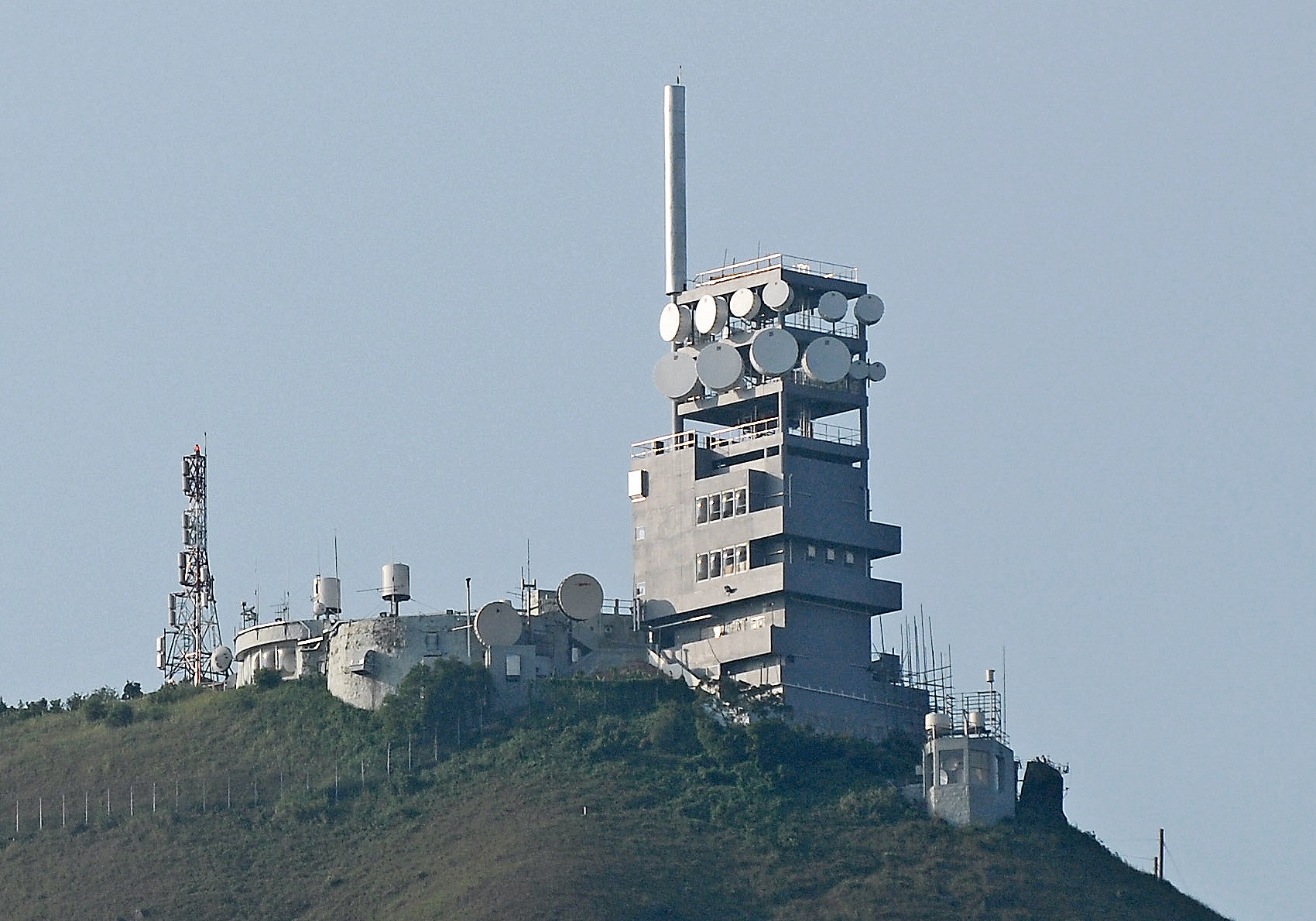
치완산의 디지털 TV 송신탑

과거에 TVB에서 제공하는 두 개의 무료 방송 채널은 모두 아날로그 TV 시스템(PAL)이었다. TVB는 1999년부터 디지털 지상파 시험방송을 실시하기 시작했다. 그러나 TVB와 ATV는 중국 본토에서 자체 TV 시스템을 발표하기를 기다려왔기 때문에 명확한 일정을 갖기 위해 2004년까지 미뤄졌다. 대륙의 DMB-T/H 표준이 2006년에 출범하여, 양 방송국은 중국대륙 표준을 채택하기로 결정하고 일련의 시험방송을 전개하여 2007년 12월 31일에 디지털 방송을 시작하였다.
2008년에는 홍콩의 5개 디지털 스펙트럼 중 TVB와 ATV가 디지털 방송을 위한 1개의 멀티채널을 공유하기 시작했다. 또한 TVB는 J2, 인터렉티브 뉴스채널(互動新聞台), TVB Jade HD(高清翡翠台)을 포함한 새로운 채널 송출을 위해 추가 디지털 채널을 할당 받았다.
방송 하드웨어 측면에서 TVB는 약 3억 달러를 들여 20~30개의 디지털 방송 송신소를 건설했으며 그 중 6개의 주 송신탑은 2개 사업부로 건설되어 서로 임대되었으며 가장 중요한 慈雲山 송신소는 TVB가 담당했다.
2008년에는 자체 제작된 모든 쇼의 절반 이상이 HD로 제작되었다. 이전에 TV 방송 도시를 건설하고 디지털 장비를 구매한 비용과 함께 TVB의 전체 디지털화 계획은 약 30억 홍콩달러이다. 2012년 TVB는 디지털 신호의 부호화 효율을 대폭 개선하여 6월 30일 인터랙티브 뉴스 채널을 HD 방송으로, 같은 해 10월 28일 디지털 TVB Pearl을 HD 방송으로, 2013년 1월 21일 J2를 HD 방송으로 각각 변경하였다. 2013년 3월 18일 디지털 TVB Jade가 HD 방송으로 바뀌면서, TVB 산하 모든 무료 디지털 TV 채널은 모두 HD 포맷으로 방송하게 되었다.
TV 프로그램 외에도 TVB는 양방향 정보 서비스도 제공한다. 2008년 8월 TVB는 미들웨어 MHEG-5 코드로 작성된 프로그램을 출시했으며, 셋톱박스나 미들웨어 기능이 통합된 디지털 TV는 초기 단계에서 날씨 조회, 문자 뉴스 등 무선 양방향 정보 서비스를 이용할 수 있다. 2009년 6월 말부터는 일부 음식관련 프로그램에 대해 i-인터렉티브 정보를 제공하기 시작하여 시청자들이 프로그램을 시청하면서 프로그램에서 소개된 레스토랑과 레시피를 실시간으로 알 수 있게 하였다. TVB는 현재 홍콩 응용과학기술연구소와 양방향 기능을 개발하고 있으며, 향후 즉시 투표 등의 기능을 출시할 예정이다. TVB는 미들웨어가 포함된 셋톱박스에 "TVB Interactive" 레이블을 발행하여 무선 양방향 서비스를 지원할 수 있음을 나타내고 있다.
2016년 2월 22일, TVB는 디지털 채널 배치를 재조정하였다. 디지털 TVB Pearl은 다중 주파수망에서 단일 주파수망 방송으로 전환하며, TVB Jade 및 TVB Jade HD채널은 완전히 분리 편성되고, Jade HD 채널은 J5로 명칭을 변경하여 경제와 지식을 중심으로 하는 새로운 채널로 버뀌었다. J2, 인터랙티브 뉴스 채널, Pearl, J5는 약 21.5Mbps의 대역폭으로 단일 주파수 네트워크 방송을 공유하고 통계적 다중화 기술을 채택하여, 주파수 대역폭의 효율성을 최적화하고 최상의 방송 화질을 보장하고 화질 저하를 방지하였다.
2017년 8월 15일 인터랙티브 뉴스채널이 TVB 뉴스채널로, J5가 TVB 경제채널으로 개칭하여, 보도부 산하 2채널 브랜드 확립과 위상을 도모하였다.
2018년 1월 20일부터 TVB 경제채널이 TVB 경제 ·정보채널로 명칭이 바뀌었다.
2021년 4월 1일부터 홍콩 통신사무관리국의 약정에 따라 TVB Jade와 홍콩TV 엔터테인먼트 산하의 99번 ViuTV 및 96번 ViuTVsix는 ATV의 방송 중단 이후 비워진 단일 주파수망 디지털 스펙트럼과 기존의 다중 주파수망 디지털 스펙트럼을 병행하여 방송하며 2021년 11월 30일 심야 11시 59분부터 기존의 다중 주파수망 방송이 종료되었다.
2022년 9월 5일부터 TVB 경제·정보채널이 경제 스포츠 정보채널로 명칭이 바뀌었다.
| - 翡翠台(JADE) - 광둥어 채널 - PEARL(明珠台) - 영어 채널 - J2台 - 광둥어 채널 - 互動新聞台 (TVB i NEWS) - 광둥어 뉴스채널 - 無綫財經·資訊台 - 광둥어 채널 (옛 고청비취대, J5) - TVB Entertainment News - TVBN - TVBN2 - TVB Drama - TVB Select - TVB Classic - TVB Lifestyle - TVBM - TVB Lifestyle2 - TVB Mainland News - Super998 - TVB PV Info | - TVB8 - 중국어 위성채널 - TVB星河頻道 (XINGHE CHANNEL) - 중국어 위성채널 - TVBJ - TVB DAIFU - TVB 코리아 - Astro Wah Lai Toi - Astro On Demand - TVBS-Europe - TVB Entertainment - TVB Vietnam - Fairchild TV - Jadeworld - TVBS - TVBS Entertainment Channel(TVBS歡樂台) - TVBS-NEWS - TVBS-Asia |

## 해외 제휴국
| - 미국 - NBC - 대한민국 - SBS - 일본 - NHK - 프랑스 - TF1 - 독일 - ARD - 네덜란드 - NPO - 스페인 - TVE - 포르투갈 - RTP - 러시아 - VGTRK - 말레이시아 - RTM - 브라질 - 헤지 글로부 - 영국 - BBC | - 멕시코 - 텔레비사 - 베네수엘라 - 베네비전 - 콜롬비아 - RCN 텔레비전 - 캐나다 - 캐나다 방송협회 - 중화인민공화국 - CCTV, SMG - 중화민국 - 타이완텔레비전공사 - 마카오 - TDM - 싱가포르 - 싱가포르 방송 협회 - 오스트레일리아 - 오스트레일리아 방송 협회 - 필리핀 - GMA 네트워크 - 브루나이 - RTB - 인도네시아 - TVRI - 태국 - CH3 |

## 같이 보기
- CMB (TVB의 한국 법인과의 관계 SO)
- 서진통상 (TVB의 무협 드라마 수입 회사)

### 주해
1. ↑  "톰슨 그룹"(톰슨 경, 화기양행, 쇼브라더스사, NBC, 태고양행, 태평양행)
2. ↑  현재의 TVB 뉴스채널
3. ↑  이후 J5, TVB 경제채널, TVB 경제 ·정보채널, TVB 경제 스포츠 정보채널로 변경
4. ↑  이미 자체 제작 프로그램 절반 이상이 고화질로 제작되어 하나의 고화질 채널만으로는 모든 고화질 프로그램을 방송할 수 없기 때문에, TVB Jade 디지털, J2, 인터랙티브 뉴스 채널 및 TVB Paerl 디지털을 고화질로 전환해야 했다.

### 문헌
1. ↑  주로 무협드라마를 비디오로 제작되었으며 이 회사는 1997년 최종 부도처리되었다.
2. ↑  來源：馬傑偉 (1996년 9월). 《《電視與文化》》 (중국어 정체) 初版판. 香港: 突破有限公司. ISBN 9622645917.
3. ↑  來源：《香港電視史話》，吳昊著，次文化有限公司出版，2003年11月初版
4. ↑  來源：馬傑偉 (1996년 9월). 《《電視與文化認同》》 (중국어 정체) 初版판. 香港: 突破有限公司. ISBN 9622645917.
5. ↑  來源：《香港電視史話》，吳昊著，次文化有限公司出版，2003年11月初版
6. ↑  來源：馬傑偉 (1992년 12월). 《《電視戰國時代》》 (중국어 정체) 初版판. 香港: 次文化有限公司. ISBN 96274200675 |isbn= 값 확인 필요: length (도움말).
7. ↑  電視廣播控股權易手陳國強財團買入邵逸夫26%股權 보관됨 2013-12-29 - 웨이백 머신香港電台即時新聞2011年1月26日
8. ↑  “【TVB染紅】「中國梅鐸」黎瑞剛成無綫股東”. 《蘋果日報》 (香港). 2015년 4월 22일. 2020년 8월 12일에 원본 문서에서 보존된 문서.
9. ↑  “TVB染紅 新股東與大陸官方關係密切”. 立場新聞. 2015년 4월 22일. 2021년 10월 2일에 원본 문서에서 보존된 문서.
10. ↑  蘋果日報：政府開綠燈 中國梅鐸可操控TVB 보관됨 2017-03-05 - 웨이백 머신，2016年8月17日
11. ↑   香港01
12. ↑  “二零一五年度業績公布” (PDF). 電視廣播有限公司. 2016년 3월 23일. 2016년 3월 31일에 확인함.
13. ↑  “TVB持續經營業務罕有虧損　賣TVBS一筆過收益　支持去年仍賺13億跌6%　奶粉廣告收入大跌”. 立場新聞. 2016년 3월 23일. 2021년 11월 8일에 원본 문서에서 보존된 문서. 2016년 3월 31일에 확인함.
14. ↑  “南早引消息：TVB 裁員百人”. 立場新聞. 2018년 6월 29일. 2021년 11월 8일에 원본 문서에서 보존된 문서. 2018년 7월 7일에 확인함.
15. ↑  “TVB解散體育組　30人炒剩5個”. 蘋果日報. 2018년 7월 6일. 2021년 6월 8일에 원본 문서에서 보존된 문서. 2018년 7월 7일에 확인함.
16. ↑  “【無綫裁員】向配音組開刀 傳停辦大馬頒獎禮”. 香港新浪娛樂. 2018년 7월 27일. 2021년 5월 21일에 원본 문서에서 보존된 문서. 2018년 8월 6일에 확인함.
17. ↑  “【冬至前派大信封】傳無綫今裁50人 余詠珊部門成重災區 (15:04)”. 明報財經. 2019년 12월 20일.
18. ↑  “無綫冬至前夕派大信封 傳《流行都市》《兄弟幫》幕後無一倖免”. 香港01. 2019년 12월 20일.
19. ↑  “反送中》親中港媒TVB堅稱立場中立 員工：火上加油 - 國際”. 《自由時報電子報》 (중국어 (대만)). 2019년 7월 15일. 2019년 8월 1일에 원본 문서에서 보존된 문서. 2019년 8월 1일에 확인함.
20. ↑  黃梓恒 (2019년 6월 12일). “【逃犯條例】宋芝齡為警察喝采 跟網民罵戰：你點知我睇緊CCTVB”. 《香港01》 (중국어 (홍콩)). 2019년 8월 13일에 원본 문서에서 보존된 문서. 2019년 7월 21일에 확인함.
21. ↑  “【引渡惡法】TVB高層下令剪走「破壞警方形象」片 袁志偉：我第一次聽”. 蘋果日報. 2019년 6월 11일. 2019년 8월 18일에 원본 문서에서 보존된 문서. 2020년 4월 30일에 확인함.
22. ↑  “TVB被指親北京，遭香港抗議者抵制”. 《紐約時報》 (중국어 (대만)). 2019년 7월 15일.
23. ↑  “寶礦力取消TVB廣告投放 香港逃犯條例風波引發商家爭議”. 《BBC News》 (중국어 (대만)). 2019년 7월 11일.
24. ↑  “TVB被指親北京，遭香港抗議者抵制”. 《紐約時報》 (중국어 (대만)). 2019년 7월 15일.
25. ↑  “寶礦力取消TVB廣告投放 香港逃犯條例風波引發商家爭議”. 《BBC News》 (중국어 (대만)). 2019년 7월 11일.
26. ↑  “網民籲抵制10商戶停登廣告”. 《蘋果日報》 (중국어 (홍콩)). 2019년 12월 17일. 2021년 6월 21일에 원본 문서에서 보존된 문서.
27. ↑  “【齊齊轉台】多間餐廳罷看TVB防洗腦 素菜店老闆：政治宣傳影響價值觀”. 《蘋果日報》 (중국어 (홍콩)). 2019년 11월 22일. 2021년 6월 8일에 원본 문서에서 보존된 문서.
28. ↑  “TVB 步向衰敗，公義得到彰顯”. 《立場新聞》 (중국어 (홍콩)). 2020년 2월 14일. 2021년 6월 23일에 원본 문서에서 보존된 문서.
29. ↑  來源：二零零七年度廣播服務意見調查 보관됨 2021-03-02 - 웨이백 머신
30. ↑  來源：“LC Paper No. CB(1)1831/06-07(07)電視廣播有限公司提交有關數碼廣播進度的意見書 (英文)” (PDF). TVB. 2007년 6월 5일.
31. ↑  “明珠台及數碼翡翠台轉廣播格式”. TVB. 2012년 10월 19일.
32. ↑  Kan Heung (2008). “數碼廣播新站加盟  飛鵝山月底啟動”. 《E-Zone (Book C - HD Zone)》 (중국어) 510: 12–15.
33. ↑  “MHEG-5 A Must To Enjoy "TVB Interactive" Services - Television Broadcasts Limited (TVB)”. 《corporate.tvb.com》.
34. ↑  “2·22 無綫電視數碼頻道新安排 - 主頁”. 《tvb.com》.
35. ↑  “J5台將改名「無綫財經台」　力撼有線now財經台搶收視”. HK01. 2017년 7월 12일. 2019년 10월 17일에 원본 문서에서 보존된 문서. 2017년 7월 13일에 확인함.
36. ↑  “無綫新收視出爐！《誇》力壓《溏3》”. ON TV. 2018년 1월 16일. 2018년 1월 16일에 확인함.